# Via Iulia Augusta

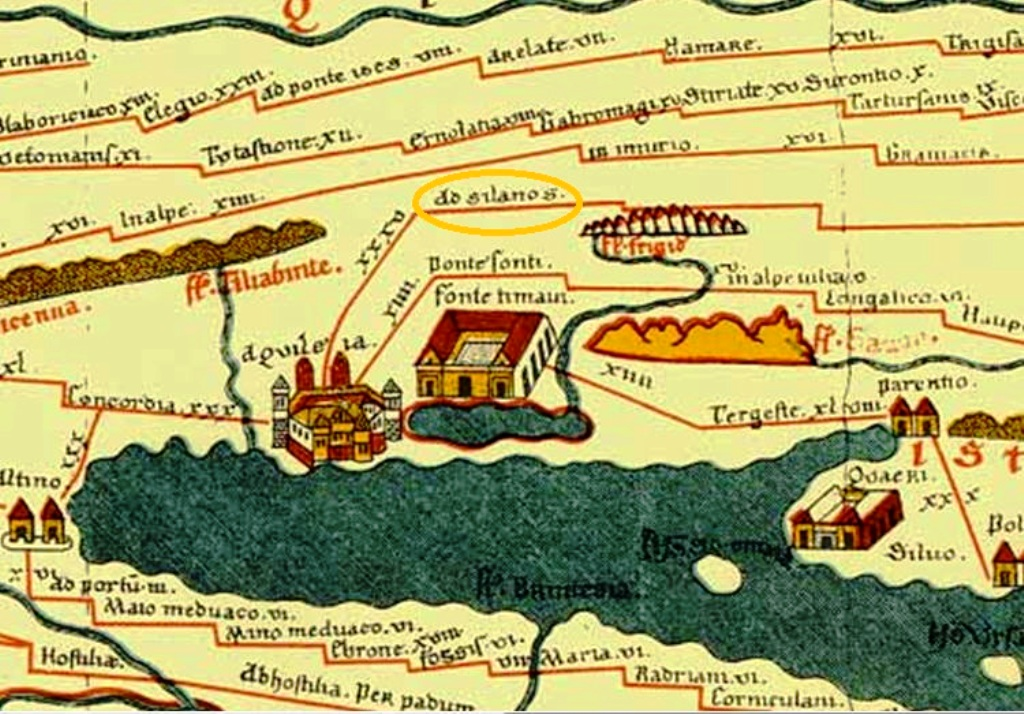
La via Iulia Augusta nella Tabula Peutingeriana, con evidenziata la mansio ad Silanos

Col nome di via Iulia Augusta si indica convenzionalmente la strada romana che da Aquileia portava al Norico, e che seguiva un percorso già frequentato e conosciuto fin dalla preistoria.
Nel 1884 l'archeologo Carlo Gregorutti propose per questa strada, di cui non è noto il nome a essa attribuito in epoca romana, quello di "Via Iulia Augusta", basandosi sul fatto che era stata risistemata una prima volta all'epoca di Giulio Cesare e degli imperatori della dinastia giulio-claudia. Il percorso è comunque citato nell'Itinerarium Antonini, sia nell'it. 279 verso Aguntum (nei pressi di Lienz, in Tirolo), che riporta le tappe intermedie di Ad Tricensimum (Tricesimo), a 30 miglia da Aquileia) e Iulio Carnico (Zuglio, a 30 miglia da Tricesimo), sia nell'it. 276 verso Virunum (presso Klagenfurt, in Carinzia) che riporta la tappa intermedia di viam Bellono (forse la stessa Tricesimo, considerando la distanza da Aquileia, e da cui evidentemente si diramava un percorso verso Belluno) e quella di Larice (identificata con Chiusaforte). Questo secondo itinerario da Aquileia a Virunum è pure riportato nella Tabula Peutingeriana. 
Il percorso era costellato di strutture per la sosta (mansiones), posti di cambio dei cavalli (mutationes) e stazioni doganali (stationes) che segnavano il passaggio dal territorio italico alla grande circoscrizione doganale dell'Illirico (Publicum Portorium Illyrici), istituita intorno al 10 d.C. ed estesa verso la metà del II sec. d.C. a tutte le regioni delle Alpi orientali, dell'arco adriatico e del basso corso del Danubio.

## Percorso
Il tracciato della via, grazie alle numerose testimonianze epigrafiche e letterarie, è parzialmente identificabile sul terreno anche se esistono pareri discordanti tra gli studiosi relativamente ad alcuni tratti. È d'altra parte possibile (Cencigh) che nel tempo il percorso sia variato o sia stato integrato con deviazioni o scorciatoie, anche a seconda del mutare delle esigenze dei viaggiatori. Secondo studi recenti (Cencigh, Franceschin, Buora 2004) la via collegava comunque l'area marittima della laguna di Grado (località Belvedere a sud di Aquileia) al Norico secondo un tracciato che, nella sua versione originaria (molto probabilmente preromana), non attraversava Aquileia ma restava esterno a oriente delle mura della città (la medievale Strada Grande) per poi affiancarsi al corso del torrente Torre. Una variante più rettilinea da Aquileia alla zona di Pradamano potrebbe essere stata poi tracciata in epoca romana (Cencigh). Da Aquileia la strada raggiungeva quindi Tricesimo (citata nell'Itinerarium Antonini, it. 279), il cui toponimo numerale (Ad tricesimum) indicava la distanza di 30 miglia romane (circa 45 km) da Aquileia. 
È tuttora dibattuto quale fosse l'effettivo percorso nella zona della città di Udine. Per quanto in epoca medievale sia logico pensare che la strada passasse a ridosso del colle del castello cittadino, alcuni studiosi (Tagliaferri, Brozzi) hanno suggerito che in epoca antica la via seguisse piuttosto il tracciato del torrente Torre, aggirando quindi la città di Udine a est. Il percorso avrebbe toccato i centri di Pradamano, San Gottardo, Beivars, Godia, San Bernardo, Santa Fosca, San Giacomo in Tavella, per reinnestarsi sul tracciato dell'attuale Strada Statale 13 Pontebbana a nord del capoluogo friulano, presso borgo Povia prima del centro di Tricesimo. A supporto di questa tesi sta il gran numero di reperti archeologici rilevati sul percorso, nonché un'analisi della toponomastica dei luoghi. Non ultimo, va ricordato che questo percorso porta ancora, per un lungo tratto, il nome di via Bariglaria, derivato probabilmente da "birotularia" cioè da "bìrotus", da cui l’italiano "baroccio, biroccio", piccolo carro, evocativo quindi della frequentazione della strada a fini commerciali.
Superato il centro di Tricesimo, la via quindi risaliva verso settentrione la valle del Tagliamento, dove all'altezza dell'abitato di borgo Buins (bivio) ad Artegna incrociava la confluenza con la strada proveniente da Concordia (via Claudia Augusta o per Compendium Concordia Noricum). Poco oltre, la via raggiungeva la mansio ad Silanos, che è la prima stazione stradale indicata dalla Tabula Peutingeriana a 35 miglia da Aquileia (circa 52 km). La distanza indicata ha suggerito di ubicare la mansio poco a sud di Gemona, probabilmente nel borgo di Godo (Grilli; Bosio), dove si trova la fontana di Silans, che sembra conservare significativamente il nome antico. Si ipotizza quindi che in quel tratto la strada non attraversasse la pianura, all'epoca poco percorribile in quanto fortemente acquitrinosa a causa delle risorgive, ma seguisse le prime propaggini montuose, a est del colle di Artegna, e raggiungesse Gemona sempre seguendo un percorso sopraelevato.
Arrivata quindi alla confluenza tra il fiume Tagliamento e il fiume Fella, all'altezza di Portis, la via si divideva in due rami.
II primo guadava il Tagliamento dirigendosi fino a Tolmezzo, e da qui seguendo il fiume But raggiungeva Zuglio (Iulium Carnicum), quindi superava le Alpi al passo di Monte Croce Carnico da cui scendeva nella valle della Drava fino a Dölsach (Aguntum per i Romani), nei pressi di Lienz, dove rimangono imponenti rovine di edifici romani. Di questo antico percorso rimangono alcune epigrafi relative a interventi di rifacimento e manutenzione, di cui una, conosciuta come "epigrafe di Respectus" (C.I.L. V, 1864)., risalente al III secolo, si trova nei pressi del passo di Monte Croce Carnico e fa riferimento a una statio [T]im[av]ien[sis], posto doganale prima dell'ingresso nel Norico, forse la stessa Timau dove fu anche ritrovato un cippo miliario oggi perduto. Sempre da Aguntum, verso ponente, aveva inizio la via in compendium, convenzionalmente denominata dagli storici via Aguntum-Vipitenum, che attraverso la val Pusteria collegava la Iulia Augusta alla diramazione della via Claudia Augusta che da Pons Drusi (Bolzano) lungo la vallata dell'Isarco conduceva a Vipiteno e a Veldidena (Innsbruck) attraverso il passo del Brennero.
Il secondo percorso, più antico del precedente, era diretto decisamente a oriente, verso Virunum nell'odierna Carinzia. La strada proseguiva lungo la valle del Fella, percorrendo un passaggio obbligato attraverso il Canal del Ferro, già conosciuto come via commerciale nel II secolo a.C. Passava quindi verosimilmente per Resiutta (identificata come la statio Plorucensis, come suggerisce un'epigrafe rinvenuta sul posto (AÉ 1923, 46), ultima stazione doganale in Italia) e Chiusaforte (identificata come la Larice dell'itinerario antoniniano, confine tra Italia e Norico) dove sono stati rinvenuti resti della via romana, anche se secondo alcuni autori (Cencigh) il percorso forse prevedeva una lunga deviazione attraverso la val d'Aupa per evitare il tratto scosceso del Fella tra Moggio e Pontebba. La strada superava poi il torrente Pontebbana, raggiungendo la sella di Camporosso dove con ogni probabilità era situata la Statio Bilachiniensis (citata in un'epigrafe (AE 1974, 485) rinvenuta nel 1910 sul posto), stazione doganale di ingresso nel Norico. La strada scendeva quindi verso Tarvisio, snodo viario in cui convergevano altre due strade che percorrevano le valli del Natisone e dell'Isonzo, alternativi a quello principale, e più breve, della Iulia Augusta. Dopo Tarvisio, tracce della strada romana sono presenti presso Coccau e in territorio austriaco a Villaco; dopo altre 30 miglia si giungeva infine a Virunum, sul sito dell'attuale Maria Saal nei pressi di Klagenfurt. Le due città noriche poste al termine dei due rami della via, Aguntum e Virunum, erano collegate tra loro da una via che si snodava lungo il fondovalle della Drava. Un'ulteriore strada, invece, da Virunum valicava le Alpi presso il passo del Predil e seguendo la vallata del Natisone giungeva a Forum Iulii - Cividale, proseguendo fino ad Aquileia.